# Prociphilus corrugatans
Prociphilus corrugatans är en insektsart. Prociphilus corrugatans ingår i släktet Prociphilus och familjen långrörsbladlöss. Inga underarter finns listade i Catalogue of Life.